# Campeonato da Melanésia de Atletismo de 2009
O Campeonato da Melanésia de Atletismo de 2009 foi a 5ª edição da competição organizada pela Associação de Atletismo da Oceania entre os dias 4 de agosto a 8 de agosto de 2009. O evento foi realizado em conjunto com a série de Grand Prix da AAO, e com os campeonatos regionais da Micronésia e Polinésia de 2009. Os eventos foram realizados na Universidade Griffith, em Gold Coast, na Austrália, sendo realizadas 38 provas (19 masculino e 19 feminino). Muitos atletas utilizaram o campeonato como preparação para o mundial de atletismo de 2009, em Berlim, na Alemanha.  Foram fornecidos relatórios detalhados para a AAO. 

## Medalhistas
Resultados completos podem ser encontrados na página da AAO,  e em sportfieber.pytalhost.com. 
Nas provas dos 100 metros rasos, 400 metros com obstáculos, salto em distância e salto triplo, arremesso de peso, lançamento de disco e lançamento de dardo, ocorreram competições abertas separadas para os campeonatos da Melanésia e a Série de Grand Prix da AAO, sendo realizada em dias diferentes.

### Masculino
| Evento                                   | Ouro                                | Ouro     | Prata                               | Prata    | Bronze                        | Bronze   |
| ---------------------------------------- | ----------------------------------- | -------- | ----------------------------------- | -------- | ----------------------------- | -------- |
| 100 metros                               | Niko Verekauta · Fiji               | 10.60    | Nelson Stone · Papua-Nova Guiné     | 10.76    | Iowane Dovumatua · Fiji       | 10.82    |
| 100 metros Série de Grand Prix           | Adison Alfred · Ilhas Salomão       | 11.21    | Mathew Goha · Ilhas Salomão         | 11.30    | Jack Iroga · Ilhas Salomão    | 11.37    |
| 200 metros                               | Niko Verekauta · Fiji               | 21.47 w  | Nelson Stone · Papua-Nova Guiné     | 21.59 w  | Tevita Nalovo Tuvuloka · Fiji | 22.17 w  |
| 400 metros 1.)                           | Nelson Stone · Papua-Nova Guiné     | 47.61    | Wala Gime · Papua-Nova Guiné        | 48.38    | Joshua Ahwong · Austrália     | 48.77    |
| 800 metros                               | Varasiko Toge Tomeru · Fiji         | 1:55.21  | Adrien Kela · Nova Caledônia        | 1:55.58  | Dean Searles · Austrália      | 1:55.62  |
| 1 500 metros                             | Adrien Kela · Nova Caledônia        | 4:08.57  | Rorey Hunter · Austrália            | 4:09.19  | Douglas Bale · Ilhas Salomão  | 4:17.28  |
| 5 000 metros                             | Philip Nausien · Vanuatu            | 16:08.60 | Nathan Sutherland · Austrália       | 16:34.26 | Theo Houdret · Nova Caledônia | 17:30.16 |
| 10 000 metros                            | Chris Votu · Ilhas Salomão          | 34:08.25 | Philip Nausien · Vanuatu            | 35:43.02 | Nicholas Hanna · Austrália    | 42:11.04 |
| 110 metros barreiras                     | Xavier Fenuafanote · Nova Caledônia | 15.79    | Jone Wainiqolo · Fiji               | 15.82    | Nathan McConchie · Austrália  | 18.04    |
| 400 metros barreiras                     | Wala Gime · Papua-Nova Guiné        | 53.12    |                                     |          |                               |          |
| 400 metros barreiras Série de Grand Prix | Wala Gime · Papua-Nova Guiné        | 52.45    | Jone Wainiqolo · Fiji               | 56.06    |                               |          |
| 3.000 metros com obstáculos              | Chris Votu · Ilhas Salomão          | 10:17.84 | Douglas Bale · Ilhas Salomão        | 10:24.15 |                               |          |
| 4×100 metros estafetas 2.)               | Fiji                                | 41.40 =  | Papua-Nova Guiné                    | 41.90    | Austrália                     | 44.33    |
| 4×400 metros estafetas                   | Papua-Nova Guiné                    | 3:23.07  | Vanuatu                             | 3:30.73  | Austrália                     | 3:34.31  |
| Salto em altura                          | Norman Tse · Papua-Nova Guiné       | 1.96m    | Xavier Fenuafanote · Nova Caledônia | 1.87m    | Khaele Bowen · Austrália      | 1.81m    |
| Salto em comprimento                     | Julius Nyambane · Austrália         | 7.01m    | Rodney Blaire · Austrália           | 6.71m    | Norman Tse · Papua-Nova Guiné | 6.69m    |
| Salto em comprimento Série de Grand Prix | Julius Nyambane · Austrália         | 6.90m    | Norman Tse · Papua-Nova Guiné       | 6.69m    | Rodney Blaire · Austrália     | 6.39m    |
| Salto triplo                             | Mong Tavol · Papua-Nova Guiné       | 13.91m   | Reginald Monagi · Papua-Nova Guiné  | 13.24m   | Etuwate Dreli · Fiji          | 12.98m   |
| Salto triplo Série de Grand Prix         | Mong Tavol · Papua-Nova Guiné       | 13.98m   | Reginald Monagi · Papua-Nova Guiné  | 13.64m   |                               |          |
| Arremesso de peso                        | David Rakoci · Austrália            | 11.11m   |                                     |          |                               |          |
| Lançamento de disco Série de Grand Prix  | David Rakoci · Austrália            | 34.61m   |                                     |          |                               |          |
| Lançamento do martelo                    | Thomas McGuire · Austrália          | 43.25m   | David Rakoci · Austrália            | 32.59m   |                               |          |
| Lançamento do dardo                      | Leslie Copeland · Fiji              | 67.99m   | Ashley Hollins · Austrália          | 61.12m   | Semi Waqavatu · Fiji          | 55.13m   |
| Lançamento do dardo Série de Grand Prix  | Leslie Copeland · Fiji              | 66.36m   | Ashley Hollins · Austrália          | 64.23m   |                               |          |

1.): No evento dos 400 metros rasos, Kevin Kapmatana, de Papua Nova Guiné, foi o 2º em 48,05 competindo como convidado. 

2.):  No evento do revezamento de 4 x 100 metros, a equipe B de Fiji ficou em 3º em 42,30 competindo como convidados.

### Feminino
| Evento                                   | Ouro                              | Ouro     | Prata                            | Prata   | Bronze                                 | Bronze  |
| ---------------------------------------- | --------------------------------- | -------- | -------------------------------- | ------- | -------------------------------------- | ------- |
| 100 metros                               | Toea Wisil · Papua-Nova Guiné     | 11.80 =  | Makelesi Bulikiobo · Fiji        | 11.98   | Helen Philemon · Papua-Nova Guiné      | 13.07   |
| 100 metros Série de Grand Prix           | Michele John · Papua-Nova Guiné   | 13.52    | Pauline Kwalea · Ilhas Salomão   | 13.63   |                                        |         |
| 200 metros                               | Makelesi Bulikiobo · Fiji         | 24.25    | Toea Wisil · Papua-Nova Guiné    | 24.64   | Paulini Korowaqa · Fiji                | 25.65   |
| 400 metros 3.)                           | Makelesi Bulikiobo · Fiji         | 54.90    | Salome Dell · Papua-Nova Guiné   | 55.79   | Paulini Korowaqa · Fiji                | 58.36   |
| 800 metros                               | Salome Dell · Papua-Nova Guiné    | 2:09.25  | Kavita Maharaj · Fiji            | 2:21.23 | Poro Gahekave · Papua-Nova Guiné       | 2:26.37 |
| 1 500 metros                             | Kavita Maharaj · Fiji             | 4:57.81  | Poro Gahekave · Papua-Nova Guiné | 5:08.60 | Salote Nauila · Fiji                   | 5:20.75 |
| 5 000 metros                             | Sereima Liku · Fiji               | 20:24.28 |                                  |         |                                        |         |
| 100 metros barreiras                     | Soko Salaniqiqi · Fiji            | 15.66    |                                  |         |                                        |         |
| 400 metros barreiras                     | Sharon Kwarula · Papua-Nova Guiné | 64.38    |                                  |         |                                        |         |
| 4×100 metros estafetas                   | Papua-Nova Guiné                  | 49.08    | Austrália                        | 51.92   |                                        |         |
| 4×400 metros estafetas                   | Papua-Nova Guiné                  | 4:00.20  | Fiji                             | 4:02.28 |                                        |         |
| Salto em comprimento                     | Soko Salaniqiqi · Fiji            | 5.71m w  | Merrisa Colledge · Austrália     | 5.50m w |                                        |         |
| Salto em comprimento Série de Grand Prix | Merrisa Colledge · Austrália      | 5.17m    | Soko Salaniqiqi · Fiji           | 5.17m   |                                        |         |
| Salto triplo                             | Nickeisha Hodder · Austrália      | 10.20m   |                                  |         |                                        |         |
| Arremesso de peso                        | Kelly Humphries · Austrália       | 11.19m   | Nickeisha Hodder · Austrália     | 9.63m   | Britt Quintal Christian · Ilha Norfolk | 8.91m   |
| Arremesso de peso Série de Grand Prix    | Kelly Humphries · Austrália       | 11.09m   | Che Kenneally · Austrália        | 10.47m  | Britt Quintal Christian · Ilha Norfolk | 8.81m   |
| Lançamento de disco 4.)                  | Kelly Humphries · Austrália       | 38.23m   | Wasie Toolis · Austrália         | 32.34m  | Nickeisha Hodder · Austrália           | 32.01m  |
| Lançamento de disco Série de Grand Prix  | Kelly Humphries · Austrália       | 36.17m   | Nickeisha Hodder · Austrália     | 35.40m  | Wasie Toolis · Austrália               | 31.18m  |
| Lançamento do martelo                    | Kelly Humphries · Austrália       | 44.22m   | Cindy Toluafe · Nova Caledônia   | 41.28m  |                                        |         |
| Lançamento do dardo                      | Nickeisha Hodder · Austrália      | 40.99m   | Wasie Toolis · Austrália         | 39.02m  |                                        |         |
| Lançamento do dardo Série de Grand Prix  | Nickeisha Hodder · Austrália      | 41.45m   | Wasie Toolis · Austrália         | 37.09m  | Kelly Humphries · Austrália            | 29.26m  |

3.): No evento dos 400 metros rasos, Angeline Blackburn, da Austrália, ficou em terceiro lugar em 55,85 competindo como convidada.

4.):No evento do lançamento do disco, Che Kenneally da Austrália foi a 2º em 35,71m competindo como convidada.

## Quadro de medalhas (não oficial)
| Ordem | País             | Medalha de ouro | Medalha de prata | Medalha de bronze | Total |
| ----- | ---------------- | --------------- | ---------------- | ----------------- | ----- |
| 1     | Fiji             | 11              | 4                | 7                 | 22    |
| 2     | Papua-Nova Guiné | 10              | 8                | 3                 | 21    |
| 3     | Austrália        | 8               | 10               | 8                 | 26    |
| 4     | Nova Caledônia   | 2               | 3                | 1                 | 6     |
| 5     | Ilhas Salomão    | 2               | 1                | 1                 | 4     |
| 6     | Vanuatu          | 1               | 2                | 0                 | 3     |
| 7     | Ilha Norfolk     | 0               | 0                | 1                 | 1     |
| Total | Total            | 34              | 28               | 21                | 83    |

## Participantes
Segundo uma contagem não oficial, 85 atletas de 7 nacionalidades participaram.
| - Austrália (24) - Fiji (19) - Nova Caledônia (5) | - Ilha Norfolk (1) - Papua-Nova Guiné (21) | - Ilhas Salomão (6) - Vanuatu (9) |

Legenda
| Recorde mundial       | Recorde mundial (World record)               |                       | Recorde africano                      | Recorde africano (African) |                                           | Q | Classificado por posição (Qualified) |
| Recorde do campeonato | Recorde do campeonato (Championship record)  | Recorde da América    | Recorde da América (Americas)         | q                          | Classificado por melhor tempo (Qualified) |   |                                      |
| Melhor marca do ano   | Melhor marca do ano (World leading)          | Recorde asiático      | Recorde asiático (Asian)              | DNS                        | Não largou (Did not start)                |   |                                      |
| Recorde nacional      | Recorde nacional (National record)           | Recorde europeu       | Recorde europeu (European)            | DNF                        | Não terminou (Did not finish)             |   |                                      |
| Recorde pessoal       | Recorde pessoal do atleta (Personal best)    | Recorde da Oceania    | Recorde da Oceania (Oceania)          | DSQ / DQ                   | Desclassificado (Disqualified)            |   |                                      |
| Recorde da temporada  | Recorde da temporada do atleta (Season best) | Recorde sul-americano | Recorde sul-americano (South America) | NM                         | Sem marca (No mark)                       |   |                                      |